# Jake Tapper
Jacob Paul Tapper (Nova Iorque, 12 de março de 1969) é um jornalista, autor e cartunista estadunidense. Ele é o correspondente-chefe em Washington da CNN e o atual apresentador dos programas The Lead with Jake Tapper e State of the Union. Antes de ingressar na CNN, Tapper trabalhou na ABC News.

## Biografia
Tapper nasceu em Nova York e foi criado em Queen Village, Filadélfia. Ele é filho de Theodore S. "Ted" e Helen Anne (née Palmatier) Tapper. Sua mãe, que é originalmente do Canadá, mas foi criada em Chapel Hill, Carolina do Norte, aposentou-se como enfermeira psiquiátrica no Centro Médico de Assuntos de Veteranos da Filadélfia. Seu pai, de Chicago, se formou na Dartmouth College e na Escola de Medicina Harvard, e passou a servir como presidente da South Philadelphia Pediatrics e professor clínico associado de pediatria na Jefferson Medical College. Seus pais são judeus; sua mãe, criada presbiteriana, se converteu ao judaísmo. 